# Charles Crozatier

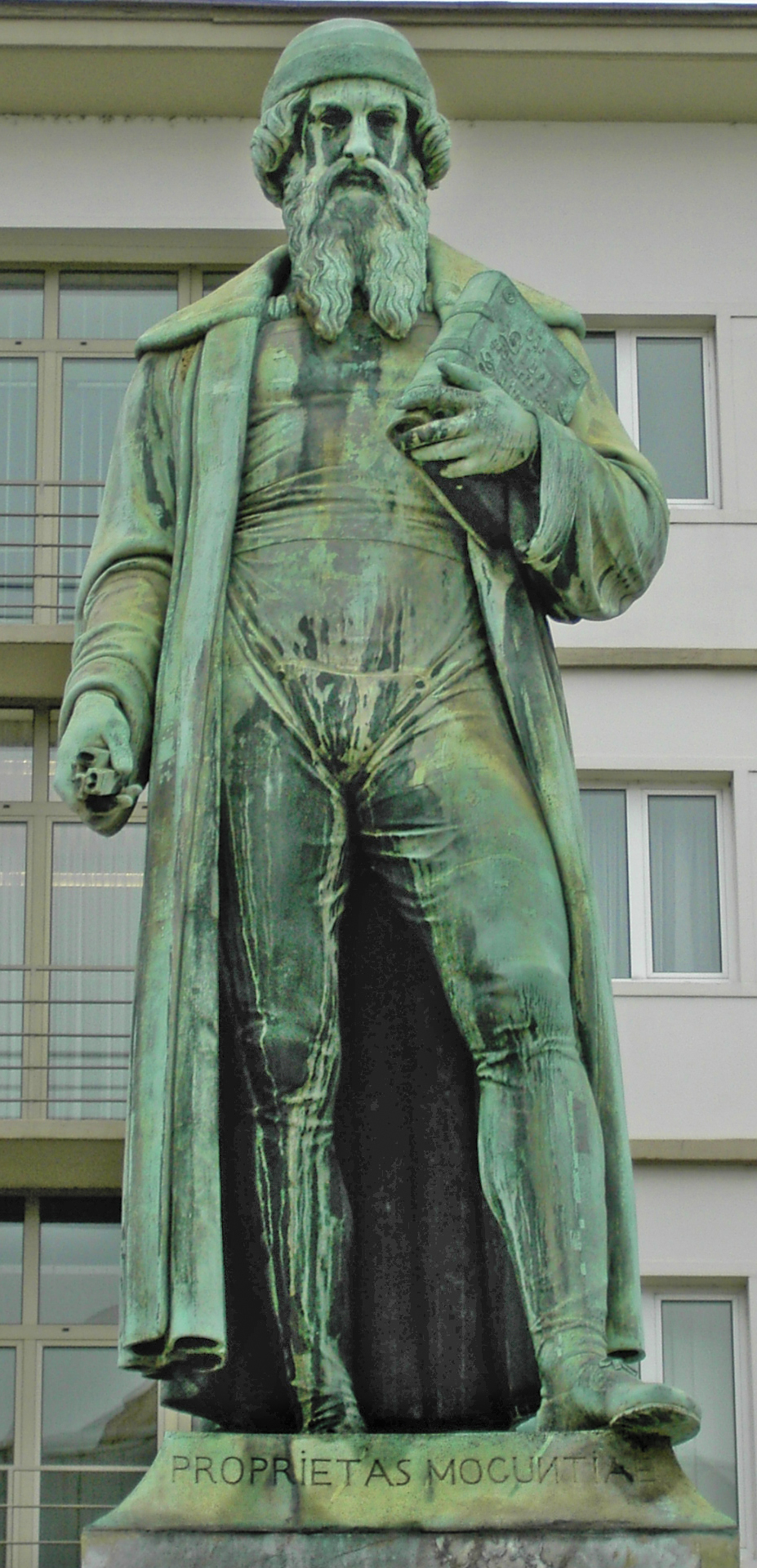
Gutenbergdenkmal Mainz, gegossen durch Crozatier (1837)

Charles Crozatier (* 18. Februar 1795 in Le Puy-en-Velay; † 8. Februar 1855 in Paris) war ein französischer Bildhauer.

## Leben
Charles Crozatier wurde am 18. Februar 1795 in Le Puy-en-Velay geboren. Er wurde in Aiguilhe bei Puy erzogen. Im Alter von 18 Jahren kam er in die Werkstatt von Pierre Cartellier. Seine Leistungen im Modellieren fanden schnell große Anerkennung und seine Skulpturen verkauften sich gut, daher kam er rasch als Bronzegießer zu Wohlstand, obwohl er arm geboren wurde.
Er wurde mit der Gestaltung der Statue Napoleons auf der Triumphsäule des Place Vendôme beauftragt, ebenso wie die der Statue Louis XIV im Hof von Schloss Versailles. Auch der Guss der Quadriga auf dem Arc de Triomphe du Carrousel nach dem Modell von François Joseph Bosio stammt von Crozatier. Unter seinen Werken ist Vase aus Bronze und die Jungfrau mit dem Jesuskind zu finden (beide im Museum Puy).
Von besonderer Bedeutung ist das Mainzer Gutenbergdenkmal von 1837, das vom dänischen Bildhauer Bertel Thorvaldsen entworfen und von Crozatier gegossen wurde. Es gilt als das erste bürgerliche Denkmal im vollen Sinne des Wortes, da es einen Bürgerlichen auf den Denkmalssockel hob und vom Bürgertum angeregt und getragen wurde.
Charles Crozatier starb in Paris am 8. Februar 1855. Er liegt in der 49. Division des Friedhofs Père-Lachaise. Sein Grab war ursprünglich mit einer Bronzebüste und einem Basrelief geschmückt. Die Büsten verschwanden als sie bereits in einem sehr schlechten Zustand waren.

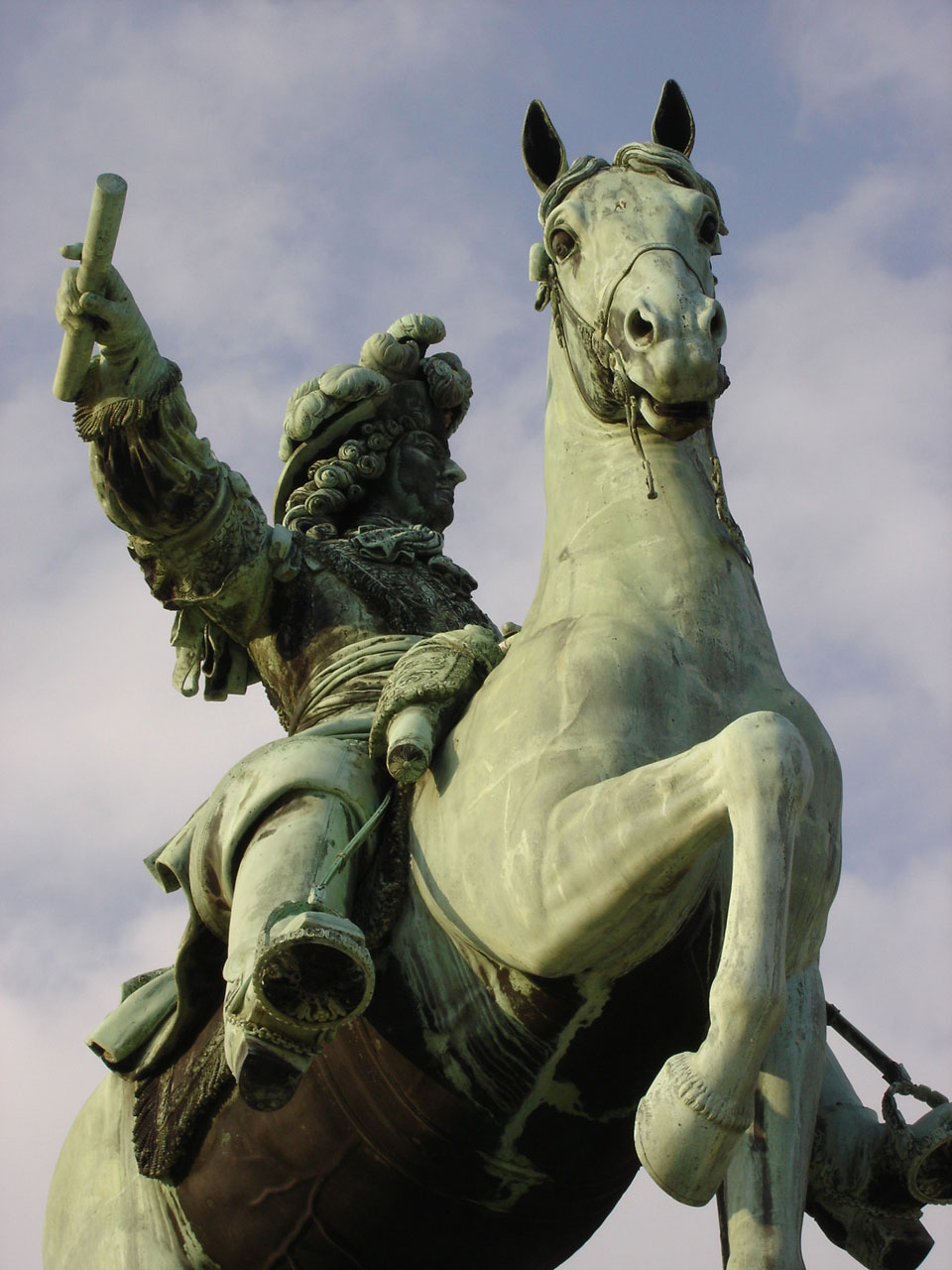
Statue Louis XIV, Versailles
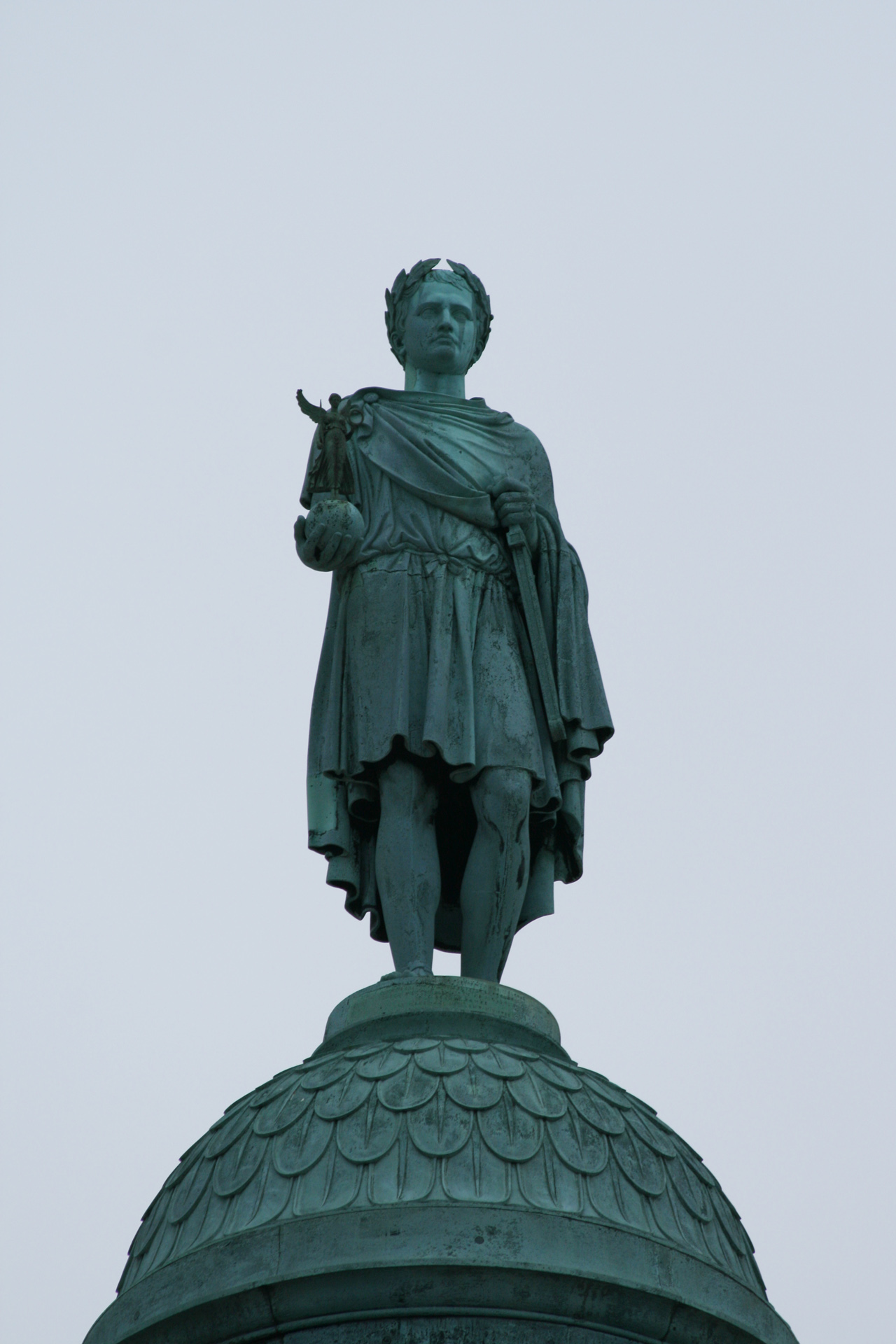
Statue Napoleons auf der Triumphsäule des Place Vendôme
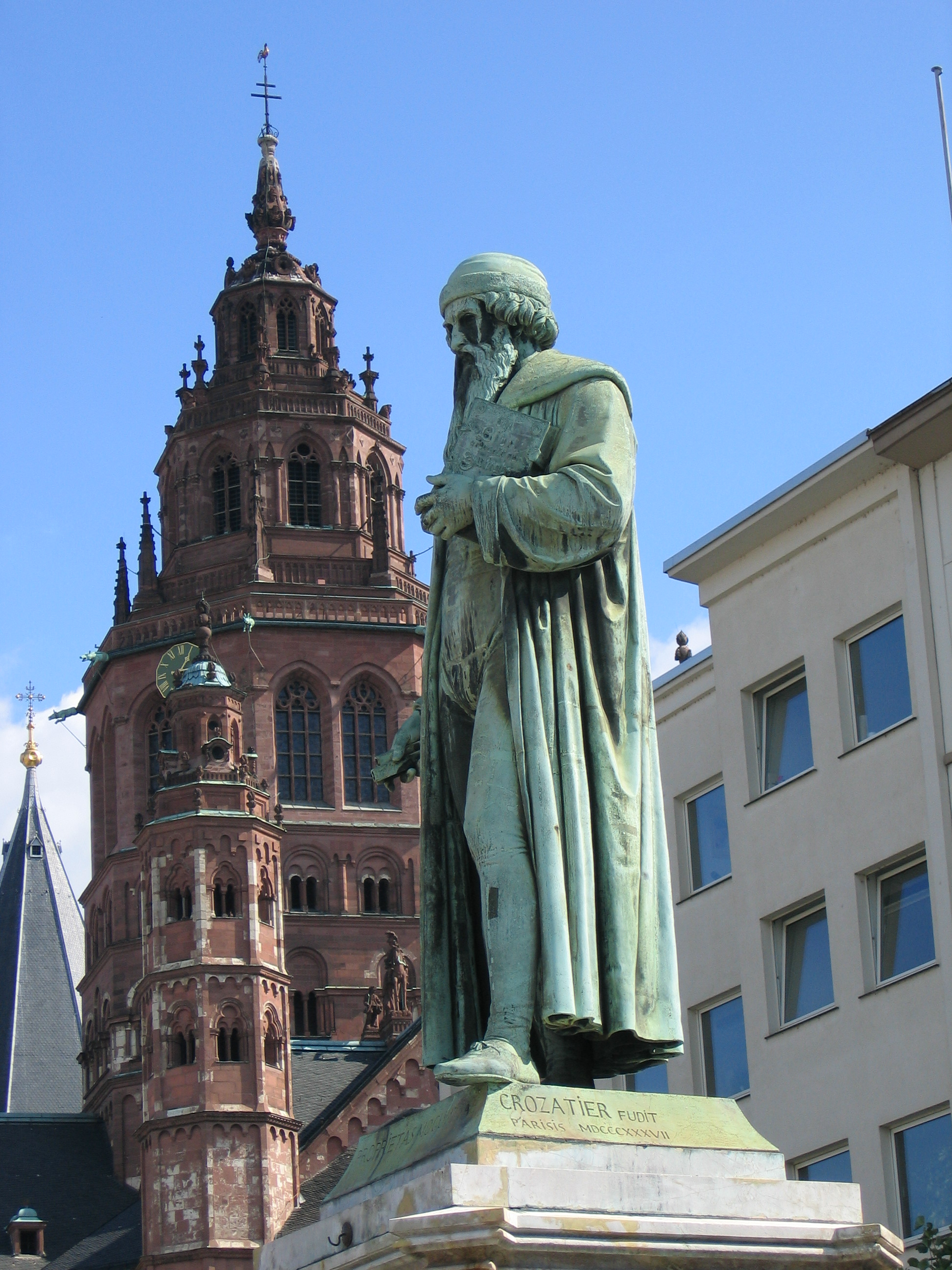
Gutenberg mit Inschrift: Crozatier fudit Parisis MDCCCXXXVII
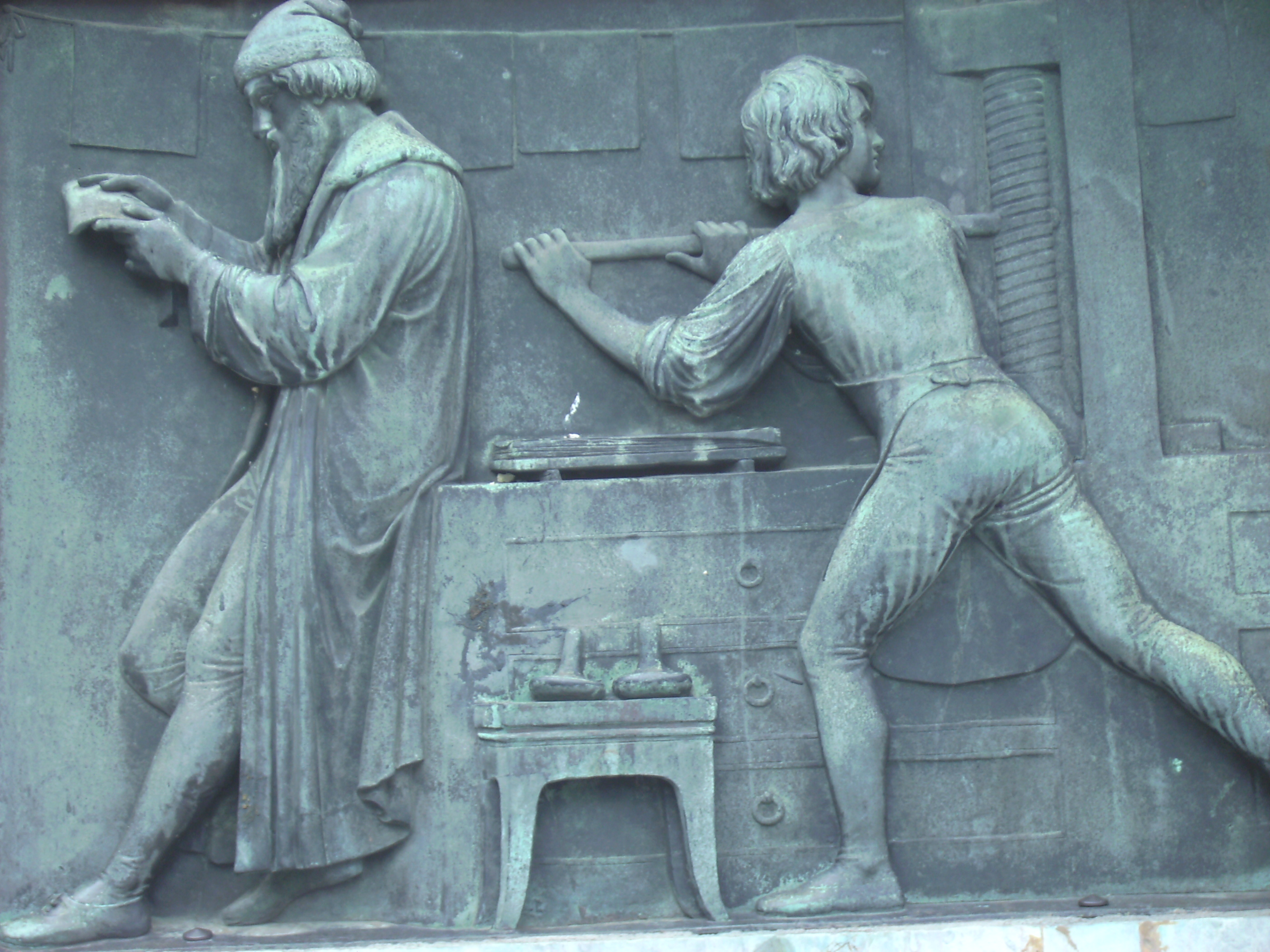
Detail (Relief) des Gutenbergdenkmals in Mainz

## Ehrungen
In der Antoniusvorstadt von Paris wurde eine Straße nach Charles Crozatier benannt.